# 팡팡 스테이씨
2023년 7월 19일부터 8월 16일까지《PANG PANG STAYC》는 매주 수요일 저녁 9시 30분에 방영된 STAYC 단독의 리얼리티 예능이다.

## 출연진
- STAYC